# ملكة جمال العالم 1964
ملكة جمال العالم 1964 هي نسخة مسابقة ملكة جمال العالم الرابعة عشر في تاريخ مسابقة ملكة جمال العالم منذ انطلاقتها عام 1951، عقدت مسابقة في 12 نوفمبر 1964 في مسرح لايسيوم في لندن بالمملكة المتحدة. في نهاية الحدث توجت آن سيدني من المملكة المتحدة.

## النتائج

### المراكز النهائية
| النتائج النهائية      | المتنافسة |
| --------------------- | --- |
| ملكة جمال العالم 1964 | - المملكة المتحدة - آن سيدني |
| الوصيفة الأولى        | - الأرجنتين - أنا ماريا سوريا |
| الوصيفة الثانية       | - تايوان - ليندا لين سو شينج |

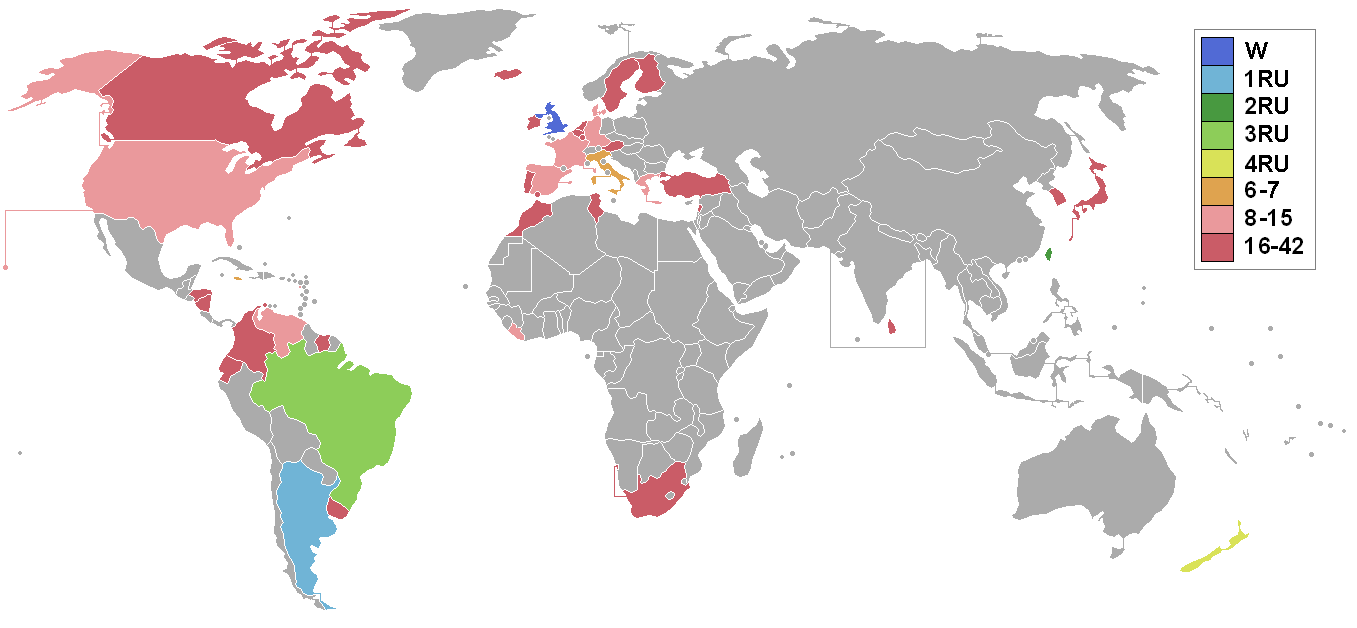
البلدان والأقاليم التي أرسلت المندوبين ونتائج مسابقة ملكة جمال العالم 1964

| الوصيفة الثالثة       | - البرازيل - ماريا إيزابيل دي أفيلار إلياس |
| الوصيفة الرابعة       | - نيوزيلندا - ليندال أورسولا كرويشانك |
| الوصيفة الخامسة       | - جامايكا - إيريكا جوان كوك |
| الوصيفة السادسة       | - إيطاليا - ميركا سارتوري |
| أفضل 16               | - الدنمارك - إيفون مورتنسن - فرنسا - جاكلين غيرو - ألمانيا - جوليان هيرم - اليونان - ماري كويوميتسو - ليبيريا - نورما دوروثي ديفيس - مونتسرات - هيلين جوزيف - إسبانيا - ماريا خوسيه اليلا مادرونيرو - الولايات المتحدة - جين ماري كوين - فنزويلا - مرسيدس هيرنانديز نيفيس |

## المتسابقات
- الأرجنتين - آنا ماريا سوريا
- أروبا - ريجينا كروس
- النمسا - فيكتوريا لازيك
- بلجيكا - دانييل ديفرير
- البرازيل - ماريا إيزابيل دي أفيلار إلياس
- كندا - ماري لو فاريل
- سيلان - مارينا ديليرين سوان
- كولومبيا - بولينا فارغاس جيليدي
- الدنمارك - إيفون مورتنسن
- الإكوادور - ماريا دي لوردس أندا فاليجو
- فنلندا - مايلا ماريا أوسترنغ
- فرنسا - جاكلين جيراود
- ألمانيا - جوليان هيرم
- جبل طارق - ليديا ديفيس
- اليونان - ماري كيوميتسو
- هولندا - رينسكي فان دير بيرج
- هندوراس - أراسيلي كانو
- أيسلندا - روزا إينارسدوتير
- أيرلندا - مايرن كولين
- إيطاليا - ميركا سارتوري
- جامايكا - إيريكا جوان كوك
- اليابان - يوشيكو ناكاتاني
- كوريا - يون مي هي
- لبنان - نانا بركات
- ليبيريا - نورما دوروثي ديفيس
- لوكسمبورغ - غابرييل هيرارد
- مونتسرات - هيلين جوزيف
- المغرب - ليلى غورمالا
- نيوزيلندا - ليندال أورسولا كروكشانك
- نيكاراغوا - ساندرا كوريا
- البرتغال - رولاندا كامبوس
- جنوب أفريقيا - فيدرا كاراميتاس
- إسبانيا - ماريا خوسيه أولا مادرونيرو
- سورينام - نورما دوروثي تين تشين فونغ
- السويد - أجنيتا مالمغرين
- تايوان - ليندا لين سو شينج
- تونس - دوللي علوش
- تركيا - نورلان كوسكون
- المملكة المتحدة - آن سيدني
- أوروغواي - أليسيا إلينا غوميز
- الولايات المتحدة - جين ماري كوين
- فنزويلا - مرسيدس هيرنانديز نيفيس

### الظهور الأول
- تنافست أروبا و مونتسيرات في مسابقة ملكة جمال العالم لأول مرة.

### الدول العائدة
- شاركت المغرب آخر مرة في 1958.
- تنافست جبل طارق و هندوراس آخر مرة في 1959.
- شاركت لبنان آخر مرة في 1961.
- شاركت جمهورية الصين و إكوادور و إيطاليا و أوروغواي آخر مرة في 1962.

### الأمم غير المتنافسة
- بوليفيا - سونيا مارينو كارديناس
- سيلان - مارينا ديليرين سوان
- تشيلي - لم يتم عقد مسابقة
- قبرص - لم يتم عقد مسابقة
- إسرائيل - أوفيرا مارغاليت (واجب عسكري)
- الأردن  - كاتي برنابا فايزة
- ماليزيا - ليوني فو ساو فينج
- نيجيريا - إيدنا بارك
- المكسيك - أولغا سينيسيروس لويا

## الروابط الخارجية
- موقع ملكة جمال العالم الرسمي